# Cancon
Cancon település Franciaországban, Lot-et-Garonne megyében. Lakosainak száma 1366 fő (2022. január 1.). Cancon Beaugas, Boudy-de-Beauregard, Lougratte, Moulinet, Saint-Eutrope-de-Born és Saint-Maurice-de-Lestapel községekkel határos.

## Népesség
A település népességének változása:
| Lakosok száma | 1305 | 1334 | 1324 | 1283 | 1329 | 1350 | 1340 | 1339 | 1347 | 1366 |
|               | 1968 | 1982 | 1990 | 2006 | 2013 | 2015 | 2017 | 2019 | 2020 | 2022 |